# Скшинкі (Мазовецьке воєводство)
Скшинкі (пол. Skrzynki) — село в Польщі, у гміні Плонськ Плонського повіту Мазовецького воєводства.
Населення — 138 осіб (2011).
У 1975-1998 роках село належало до Цехановського воєводства.

## Демографія
Демографічна структура станом на 31 березня 2011 року:
|          | Загалом | Допрацездатний вік | Працездатний вік | Постпрацездатний вік |
| -------- | ------- | ------------------ | ---------------- | -------------------- |
| Чоловіки | 70      | 17                 | 47               | 6                    |
| Жінки    | 68      | 11                 | 39               | 18                   |
| Разом    | 138     | 28                 | 86               | 24                   |